# Staufer-Kaserne
Die Staufer-Kaserne ist eine Kaserne der Bundeswehr in Pfullendorf im Landkreis Sigmaringen. Von 1964 bis 2013 hieß sie Generaloberst-von-Fritsch-Kaserne.

## Geschichte
Die Kaserne wurde von 1957 bis 1959 erbaut. Das Eintreffen des Vorkommandos aus Füssen erfolgte am 20. April 1959. Seit 1959 existiert die Garnison. Der Standort Pfullendorf wurde im Oktober 1964 nach Generaloberst Werner von Fritsch benannt.
Zu Hochzeiten des Kalten Krieges umfasste der Standort Pfullendorf bis zu 2500 Soldaten. Diese gehörten überwiegend zum Artillerieregiment 10 und den dazugehörigen Bataillonen. Nach Ende des Kalten Krieges wurde die Kaserne überwiegend von Truppenteilen der Jägertruppe genutzt, unter anderem dem Jägerregiment 10. Ab 1997 verlegte die Internationale Fernspähschule der Bundeswehr aus Weingarten nach Pfullendorf. Diese gliederte sich im Jahr 2003 zum Ausbildungszentrum Spezielle Operationen um. Diese in Europa einzigartige Einrichtung mit neun Mitgliedsstaaten dient deren Streitkräften zur Ausbildung von Spezial- und spezialisierten Kräften, für Soldaten aus Deutschland vor allem für die Division Schnelle Kräfte (DSK) und das Kommando Spezialkräfte (KSK). Weiterhin gehören zum Standort ein Gefechtsübungssimulationssystem, die Fernspählehrkompanie 200, sowie das für die Verwaltung des Standorts zuständige Serviceteam Pfullendorf.
Infolge der 2010 beschlossenen grundlegenden Neuausrichtung der Bundeswehr wurde am 15. Dezember 2010 unter Bundesverteidigungsminister Karl-Theodor zu Guttenberg (CSU) durch das Bundeskabinett zum 1. Juli 2011 eine Aussetzung der Wehrpflicht in Deutschland beschlossen. Dies hatte auf den Standort eher marginal Auswirkungen, da sich kaum Wehrpflichtige in Pfullendorf befanden.
Am 26. Oktober 2011 stellte Bundesverteidigungsminister Thomas de Maizière (CDU) im Bundeskabinett das Stationierungskonzept 2011 vor, nachdem der Standort Pfullendorf erhalten bleibt. Die Organisationsmaßnahmen sehen jedoch eine Reduzierung der 580 Dienstposten auf 310, die Umbildung des „Ausbildungszentrums Spezielle Operationen“ zum „Ausbildungs- und Übungszentrum Spezielle Operationen“ und die Auflösung der Fernspählehrkompanie 200 vor.
Neben den rund 500 Soldaten sind am Standort Pfullendorf etwa 70 zivile Mitarbeiter beschäftigt. Diese gehörten zum Bundeswehr-Dienstleistungszentrum (BwDLZ) Stetten am kalten Markt.
Die Bundeswehr gilt als ein wichtiger Wirtschaftsfaktor der Stadt Pfullendorf, eine Standortschließung hätte einen Kaufkraftverlust von sechs Millionen Euro jährlich bedeutet.

## Ausstattung der Kaserne
Die Kasernenanlage umfasst 46 Hektar und der Standortübungsplatz 147 Hektar. Die Kaserne hat eine eigene Wasserver- und Abwasserentsorgung, Turnhalle, Sportplatz, Unterkunftsgebäude und Standortschießanlage. Bis 2012 wurde die Infrastruktur der Kaserne für 80 Millionen Euro modernisiert, umgebaut und optimiert. Zu diesem Zweck arbeiteten 100 bis 200 Beschäftigte von zivilen externen Firmen bei Renovierungen und Umbaumaßnahmen in der Kaserne.

## Aktuelle Truppenteile
In der Staufer-Kaserne in Pfullendorf sind folgende Truppenteile stationiert:
- Ausbildungszentrum Spezielle Operationen (unter verschiedenen Bezeichnungen seit 1979)[10]
- Ausbildungs- und Versuchszentrum Kommando Spezialkräfte (Teile)
- Bundeswehr-Dienstleistungszentrum Stetten am kalten Markt (Teile)[11]
- 15./Heimatschutzregiment 1 „Linzgau“[12]
- Sanitätsversorgungszentrum Pfullendorf[11]
- weitere kleine Dienststellen

## Ehemalige Truppenteile
Folgende Truppenteile der Bundeswehr waren in der Kaserne stationiert:
- Artillerieregiment 10 (1960–1991)
  - Feldartilleriebataillon 101 (1959–1991)
  - Raketenartilleriebataillon 102 (1960–1991)
  - Beobachtungsbataillon 103 (1960–1991)
  - Begleitbatterie 10 (1970–1980)
  - Feldersatzbataillon 102
- Fernspählehrkompanie 200 (bis 2015)
- Führungsunterstützungsregiment 50
  - 2./ Führungsunterstützungsregiment 50 (bis 2004)
- Jägerregiment 10 (1991–1997)
  - Jägerbataillon 101 (1991–1997)
  - Jägerbataillon 102 (teilaktiv; 1991–1997)
  - Jägerbataillon 108 (nicht aktiv; 1991–1997)
- Kraftfahrausbildungszentrum Pfullendorf (1994–2009)[13]

## Mobbingvorwürfe
Ende Januar 2017 wurde über schwere Verfehlungen bei der Kampfsanitäter-Ausbildung in der Staufer-Kaserne berichtet, was unter anderem dazu führten, dass der Kommandeur der Kaserne, Oberst Thomas Heinrich Schmidt sowie zwei weitere Stabsoffiziere und zwei Unteroffiziere umgehend auf irrelevante Posten versetzt wurden, um „einen Neuanfang zu ermöglichen“. Bei der Ausbildung habe es menschenverachtende Rituale gegeben, innerhalb der Bundeswehr wurden Ermittlungen eingeleitet. Es sei wiederholt zu Misshandlungen von Soldaten gekommen. Der Spiegel berichtete von „sexuell-sadistische[n] Praktiken“.
Ermittlungen der zuständigen Staatsanwaltschaft Hechingen kamen jedoch zu dem Ergebnis, dass keine ausreichenden Verdachtsmomente festgestellt werden konnten, um ein strafbares Verhalten der Beteiligten zu vermuten. In dem Bericht wurde die offensive Vorgehensweise des Verteidigungsministeriums kritisch bewertet.